# 北川組
北川組（きたがわぐみ）は、1872年10月1日に創業した日本の建設会社。2022年に創業150周年を迎えた。

## 沿革
慶長17年
清須越しで祖先の蔦屋喜左ヱ門（つもやきざえもん）が名古屋の江川町で金物商、つもやを始める
明治 5年
10月1日、北川組創業

## 工事経歴
慶長17年
清須越しで祖先の蔦屋喜左ヱ門（つもやきざえもん）が名古屋の江川町で金物商、つもやを始める
明治 5年
10月1日、北川組創業
大正 9年
名古屋離宮西隅櫓修復工事 （大工棟梁大野広次の間尺竿が残っている）
大正11年
3月20日、資本金50万円で法人設立
大正12年
名古屋離宮西南隅櫓新築工事 本櫓倒壊前に白壁は漆喰を白セメントモルタル塗りとなる
大正15年
名古屋離宮外構石垣386坪修復工事 42,062圓00銭 名古屋離宮外構石垣修復工事。名古屋城正面西側幅下 御門より天守閣入江内堀石垣築造工事 工事中、石垣内部から守り本尊のお地蔵様発見。その後許可を得て移設、八事霊園の北川家墓地に祀られる
昭和 3年
昭和天皇即位大禮に関する諸設備工事 67,468圓03銭 名古屋城離宮内に仮賢所新築工事、本丸御殿各所修繕、表一之門屋根修繕、表二之門屋根修繕、正門屋根修繕
昭和 5年
以後、名古屋市発注工事になる
昭和 6年
名古屋城諸工事
昭和 8年
名古屋城各所修繕工事
昭和 9年
名古屋城各所修繕工事 3,254圓38銭 御殿内鶯廊下、御湯殿書院並びに同入側障壁画漆喰箇所修繕工事
昭和10年
名古屋城修繕其他工事 36,800圓44銭 天守閣４層東南角漆喰剥落、天守閣２層東南角漆喰剥落、小天守閣２層東南角漆喰剥落
昭和12年
天守閣修復工事及び測量工事中のできごと 本丸御殿修復工事
昭和14年
名古屋城各所修繕工事
昭和16年
名古屋城諸修繕工事
昭和17年
名古屋城諸修繕工事
昭和18年
名古屋城諸修繕工事

### 北川組が施工した国指定文化財
登録記念物 1986年(現存)
明治43年　鶴舞公園の連合共進会で（鈴木禎次設計）噴水塔、奏楽堂の工事部分請負
重要文化財1999年(現存)
大正2年　岡崎市郷土資料館（旧額田郡公会堂・物産陳列所）
重要文化財1950年(現存)
大正9年　名古屋城(名古屋離宮) 西南隅櫓改築工事
重要文化財1975年(現存)
大正9年　名古屋城(名古屋離宮) 表二の門・二之丸大手二之門改修工事　
登録有形文化財2004年(現存)
昭和5年　オークマ（東区大隈鉄工所、尾張旭兵器工場）その本社（旭サナック）事務棟
登録有形文化財2007年(現存)
昭和5年　県立愛知医科大学　図書館、医学部附属病院の門及び外構工事
登録有形文化財2002年(現存)
昭和10年　三重高等農林学校　養蚕室新築工事　後の三翠会館
重要文化財2006年(現存)
昭和12年　東山動物園・東山植物園温室
重要文化財2014年(現存)
昭和26年　名古屋市役所本庁舎・西側棟増築工事
登録有形文化財2013年(現存)
平成14年　東山荘屋根葺替え及び外構完工（大正時代の錦布問屋、伊東信一　氏の別荘）
登録有形文化財2018年(現存)
平成19年　爲三郎記念館改修（爲春亭、知足亭、待合、雪隠、正東門）
登録有形文化財2008年(現存)
平成22年　揚揮荘聴松閣修理（松坂屋の前身、いとう呉服店初代社長伊藤次郎左衛門の別荘）
登録有形文化財2008年(現存)
平成29年　揚揮荘伴華楼修繕

### 名古屋城【名古屋離宮】
大正 9年
名古屋城(名古屋離宮) 西南隅櫓改築工事 重要文化財1950年(現存)
大正 9年
名古屋城(名古屋離宮) 表二の門・二之丸大手二之門改修工事　重要文化財1975年（現存）

### 東山動植物園
昭和12年
東山公園温室新築工事（現・東山植物園）重要文化財2006年(現存)
昭和12年
東山動物園移転新築工事

### 北川組工事経歴
昭和11年
1月22日、植物園温室新築工事請負 6月20日、東山動物園移転工事を名古屋市から請負 二代目北川幸吉が名古屋市に動物園施設費として１万圓寄付 8月、東山公園温室新築工事（現・東山植物園）竣工
昭和12年
東山動物園移転新築工事竣工
昭和13年
東山動物園古代動物模型新設其他工事
昭和35年
東山動物園類人猿舎工事

### 地元産業
大正14年
知多郡木綿組合會館※外壁スクラッチタイル
昭和 5年
名古屋綿絲布取引所新築工事
昭和 7年
愛知縣信用組合聯合会館新築工事
昭和 9〜10年
瀬戸陶磁器工業組合会館新築工事

### 軍の施設
大正12年
明野陸軍飛行学校將校集會所其他新築工事
大正12〜昭和14年
陸軍大三師團※周辺地図を昔と今で比較させる
昭和14年
陸軍造兵廠高蔵製造所工事

### 公共施設
大正12年
山田郵便局電話分室新築工事
大正12年
市立名古屋圖書館新築工事
昭和22年
進駐軍家族住宅新築工事